# Seconda Lega AFV
La Seconda Lega AFV di calcio svizzero è una divisione del secondo campionato svizzero di calcio puramente amatoriale, la Seconda Lega (sesto livello su una scala di nove). Essa è gestita dalla AFV della Associazione Svizzera di Football. Viene disputata dalle squadre del Canton Argovia.

## Partecipanti stagione 2024-25
- Baden 2
- Bremgarten
- Gränichen
- Klingnau
- Küttigen
- Lenzburg
- Mutschellen
- Schöftland
- Schönenwerd-Niedergösgen
- Spreitenbach
- Suhr
- Wettingen
- Wohlen 2
- Zofingen